# Jerzy Wilhelm Hohenzollern
Jerzy Wilhelm Hohenzollern (ur. 13 listopada 1595 w Cölln (obecnie Berlin), zm. 1 grudnia 1640 w Królewcu) – od 1620 r. władca państwa Brandenburgia-Prusy, jako elektor brandenburski i książę pruski.

## Życiorys
Syn Jana Zygmunta brandenburskiego i Anny pruskiej. Faktyczne rządy objął jeszcze za życia ojca, który niezdolny do sprawowania władzy z powodu ciężkiej choroby, przekazał ją Jerzemu Wilhelmowi.
Nie był to władca wybitny, właściwie we wszystkim cechowała go przeciętność. Niezdolny do prowadzenia energicznej i dynamicznej polityki skazywał swoje państwo na podążanie wraz z nurtem wyznaczonym przez silniejsze państwa, głównie Szwecję, Austrię i Polskę. Pozbawiona armii i silnej pozycji w jakiejkolwiek gałęzi, Brandenburgia z Prusami księstwem Kleve i hrabstwem Mark była po prostu zmuszona wchodzić w konkretne konstelacje polityczne. Było to tym bardziej niekorzystne dla państwa brandenbursko-pruskiego, że jego rządy przypadały na okres wojny trzydziestoletniej, jej najcięższych lat i największego rozwoju działań zbrojnych. Ponadto Prusy Książęce, nolens volens, były zaangażowane w I i II wojnę polsko-szwedzką. W tych dwóch ostatnich Książę Prus zachował nieprzyjazną Polsce neutralność, mimo że zobowiązany był do udzielenia jej pomocy, zbliżając się jednocześnie niejednoznacznie do Szwecji. Ta chwiejna i niestała polityka nie tylko nie zażegnała, ale i przyczyniła się do jeszcze większej ruiny i spustoszenia Prus, będących głównym teatrem działań wojennych. Jego polityka, wobec silnej osobowości polskiego monarchy, przyczyniła się do przejęcia w 1635 namiestnictwa nad Prusami Książęcymi przez Polskę w osobie Jerzego Ossolińskiego, co groziło nawet inkorporacją tego terytorium do Rzeczypospolitej. Rozejm w Sztumskiej Wsi przywrócił mu jednak władzę. Przejście mniej więcej w tym okresie z obozu protestanckiego do katolickiego, sprzeczne z interesami Prus, Brandenburgii i rodu Hohenzollernów, przyczyniło się do jeszcze większego łupienia Marchii przez Szwedów podczas wojny trzydziestoletniej, jednak było niezbędne dla utrzymania polskiej protekcji w Prusach, a tym samym utrzymania władzy na tym terytorium przez Hohenzollernów.
Jednym z przypisywanych mu sukcesów był także wydany w 1620 roku kodeks pruskiego prawa Preußisches Landrecht, wzmacniający przede wszystkim pozycję monarchy wobec stanów Prus. Utrzymywał dobre stosunki ze szlachtą pruską, kierując ostrze swojej polityki głównie przeciw miastom. Niezaprzeczalnym sukcesem Jerzego Wilhelma było nakładanie nowych podatków bez zgody stanów pruskich i prowadzenie własnej, niezależnej polityki fiskalnej. Mimo wciąż znacznych wpływów polskich i kreowania się pruskich junkrów na polską szlachtę, mozolnie i powoli, ale względnie konsekwentnie Jerzy Wilhelm umacniał władzę suwerena na tym terytorium.
Hołd lenny z Prus Książęcych Jerzy Wilhelm złożył Zygmuntowi III Wazie we wrześniu 1621, a 21 marca 1633 jego posłowie złożyli homagium nowemu królowi Polski, Władysławowi IV. Ów drugi hołd, związany z elekcją w Polsce i Litwie nowego monarchy, był okazją do uzyskania przez Jerzego Wilhelma wielu ustępstw od Rzeczypospolitej na rzecz Prus, co mu się w dużej mierze udało. Pewnym osiągnięciem było już to, że nie musiał składać Władysławowi IV hołdu osobiście, lecz przez posłów; umocnił też wtedy swą władzę w Prusach, ograniczając możliwość interwencji Korony Polskiej w sprawy Prus oraz ograniczając możliwość odwoływania się od sądów książęcych do sądów królewskich, jako najwyższej instancji. Mimo że za rządów Władysława IV ustępstwa te były właściwie iluzoryczne i widniały tylko na papierze, to już następcy Jerzego Wilhelma mogli się na nie dowolnie powoływać i przestrzegać ich respektowania (uwidoczniło się to przy silnej osobowości Fryderyka Wilhelma).
Jeszcze jako następca Jana Zygmunta korespondował m.in. z księciem szczecińskim Filipem II. Ten ostatni prosił go w liście z 9 sierpnia 1617 o przesłanie wizerunków Jerzego Wilhelma i Elżbiety Charlotty, by mogły one zasilić tworzoną na zamku szczecińskim galerię portretów.
| Prapradziadkowie                                              | elektor Brandenburgii Joachim II Hektor (1505–1571) ∞1524 Magdalena Wettyn (1507–1534)                   | książę Legnicki Fryderyk II (1480–1547) ∞1519 Zofia Hohenzollern (1485–1537)                             | elektor Brandenburgii Joachim I Nestor Hohenzollern (1484–1535) ∞1502 Elżbieta Oldenburg (1485–1555)     | książę Henryk II Welf (1489–1568) ∞1515 Maria Wirtemberska (1496–1541)                                   | margrabia Ansbach i Bayreuth Fryderyk Hohenzollern (1460–1536) ∞1479 Zofia Jagiellonka (1464–1512) | książę Eryk I Welf (1470–1540) ∞1523 Elżbieta Hohenzollern (1510–1558)                         | książę Jülich-Cleves-Berg Jan (1490–1539) ∞1510 księżna Jülich-Berg Maria (1491–1543)          | cesarz rzymski Ferdynand I Habsburg (1503–1564) ∞1521 Anna Jagiellonka (1503–1547)             |
| Pradziadkowie                                                 | elektor Brandenburgii Jan Jerzy Hohenzollern (1525–1598) ∞1545 Zofia Legnicka (1525–1546)                | elektor Brandenburgii Jan Jerzy Hohenzollern (1525–1598) ∞1545 Zofia Legnicka (1525–1546)                | margrabia Brandenburgii-Küstrin Jan Hohenzollern (1513–1571) ∞1537 Katarzyna Welf (1518–1574)            | margrabia Brandenburgii-Küstrin Jan Hohenzollern (1513–1571) ∞1537 Katarzyna Welf (1518–1574)            | książę Prus Albrecht Hohenzollern (1490–1568) ∞1550 Anna Maria Welf (1532–1568)                    | książę Prus Albrecht Hohenzollern (1490–1568) ∞1550 Anna Maria Welf (1532–1568)                | książę Jülich-Cleves-Berg Wilhelm (1516–1592) ∞1546 Maria Habsburg (1531–1581)                 | książę Jülich-Cleves-Berg Wilhelm (1516–1592) ∞1546 Maria Habsburg (1531–1581)                 |
| Dziadkowie                                                    | elektor Brandenburgii Joachim Fryderyk Hohenzollern (1546–1608) ∞1570 Katarzyna Hohenzollern (1549–1602) | elektor Brandenburgii Joachim Fryderyk Hohenzollern (1546–1608) ∞1570 Katarzyna Hohenzollern (1549–1602) | elektor Brandenburgii Joachim Fryderyk Hohenzollern (1546–1608) ∞1570 Katarzyna Hohenzollern (1549–1602) | elektor Brandenburgii Joachim Fryderyk Hohenzollern (1546–1608) ∞1570 Katarzyna Hohenzollern (1549–1602) | Albrecht Fryderyk Hohenzollern (1553–1618) ∞1573 Maria Eleonora Kliwijska (1550–1608)              | Albrecht Fryderyk Hohenzollern (1553–1618) ∞1573 Maria Eleonora Kliwijska (1550–1608)          | Albrecht Fryderyk Hohenzollern (1553–1618) ∞1573 Maria Eleonora Kliwijska (1550–1608)          | Albrecht Fryderyk Hohenzollern (1553–1618) ∞1573 Maria Eleonora Kliwijska (1550–1608)          |
| Rodzice                                                       | elektor Brandenburgii Jan Zygmunt Hohenzollern (1572–1619) ∞1594 Anna Hohenzollern (1576–1625)           | elektor Brandenburgii Jan Zygmunt Hohenzollern (1572–1619) ∞1594 Anna Hohenzollern (1576–1625)           | elektor Brandenburgii Jan Zygmunt Hohenzollern (1572–1619) ∞1594 Anna Hohenzollern (1576–1625)           | elektor Brandenburgii Jan Zygmunt Hohenzollern (1572–1619) ∞1594 Anna Hohenzollern (1576–1625)           | elektor Brandenburgii Jan Zygmunt Hohenzollern (1572–1619) ∞1594 Anna Hohenzollern (1576–1625)     | elektor Brandenburgii Jan Zygmunt Hohenzollern (1572–1619) ∞1594 Anna Hohenzollern (1576–1625) | elektor Brandenburgii Jan Zygmunt Hohenzollern (1572–1619) ∞1594 Anna Hohenzollern (1576–1625) | elektor Brandenburgii Jan Zygmunt Hohenzollern (1572–1619) ∞1594 Anna Hohenzollern (1576–1625) |
| Jerzy Wilhelm Hohenzollern (1595–1640), elektor Brandenburgii | | | | | |                                                                                                |                                                                                                |                                                                                                |